# Loka Kanarp
Loka Viola Marguerite Kanarp, född 1 april 1983, är en svensk serieskapare. Hon tecknade under flera år den återkommande serien Historiska projekt, vilken publiceras i Borås Tidning och Arbetarbladet och har sedan 2006 producerat flera seriealbum. En av böckerna har även översatts till franska.

## Biografi
Loka Kanarp började teckna serier under gymnasietiden. Hon har också givit ut seriefanzinet Serier av Loka. 2006 gav hon ut en serienovellsamling på Kartago förlag med titeln Till mina vänner och ovänner. Hon publicerar även serier i Galago och Hjälp. Hon var också en av delägarna i Kolik förlag, som 2009 gav ut hennes samling Pärlor och patroner: 60 historiska kvinnoporträtt.
Loka Kanarp gifte sig 2010 med förläggaren och idéhistorikern Carl-Michael Edenborg. Tillsammans med honom skrev och ritade hon serieromanen Hungerhuset, vilken gavs ut på Kolik förlag hösten 2011. Boken gavs även ut i fransk översättning under titeln La Maison de la faim. Paret skiljde sig 2016. 2019 fick Kanarp ett barn med sin partner filmrecensenten, musikskaparen och förläggaren Orvar Säfström.

### Serier i antologier
- 2004 – Bengtsson Ingemar, red. Allt för konsten. 5. Göteborg: Optimal Press. ISBN 91-88334-78-3 (antologi)
- 2010 – Andersson Kim W., Göranson Fabian, Kanarp Loka, red. Johnossi comics: amazing. Hägersten: Kolik. ISBN 9789186509040
- 2013 – Andersson Jens, Kanarp Loka, Larsson Knut, Doyle Arthur Conan Sir, red. Sherlock Holmes. Tecknade klassiker ; 1. Stockholm: LL-förlaget. ISBN 9789170534300

### Illustrationer
- 2010 – Karlsson Elise, Lowden Martina, Rabe Annina, red. Album: # 2/1900. Album (Stockholm), 2000-6713 ; 2. Stockholm: Norstedt. ISBN 978-91-1-302800-2
- 2015 – Gunér Emi, red (2015). Nina och snöleoparden. Stockholm: Rabén & Sjögren. ISBN 978-91-2-969652-3. Läst 6 december 2023
- 2016 – Gunér Emi, red (2016). Nina börjar skolan. Stockholm: Rabén & Sjögren. ISBN 978-91-2-969922-7. Läst 6 december 2023
- 2017 – Gunér Emi, red (2017). Nina & Jim : hemlisar och kompisar. Stockholm: Rabén & Sjögren. ISBN 978-91-2-970405-1. Läst 6 december 2023
- 2018 – Gunér Emi, red (2018). Ninas sommarlov. Stockholm: Rabén & Sjögren. ISBN 978-91-2-970646-8. Läst 6 december 2023
- 2020 - Gunér Emi, red (2020). Nina i ettan. Stockholm: Rabén & Sjögren. ISBN 978-91-2-971771-6. Läst 6 december 2023
- 2021 - Gunér Emi, red (2021). Ninas syskonbok. Stockholm: Rabén & Sjögren. ISBN 978-91-2-973435-5. Läst 6 december 2023